# Androsace sempervivoides
Androsace sempervivoides là một loài thực vật có hoa trong họ Anh thảo. Loài này được Jacq. ex Duby mô tả khoa học đầu tiên năm 1844.

## Hình ảnh

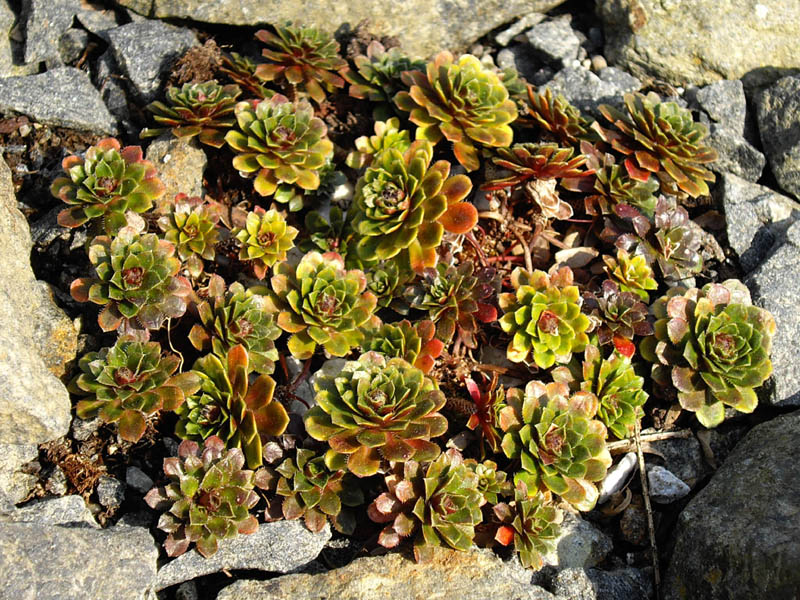
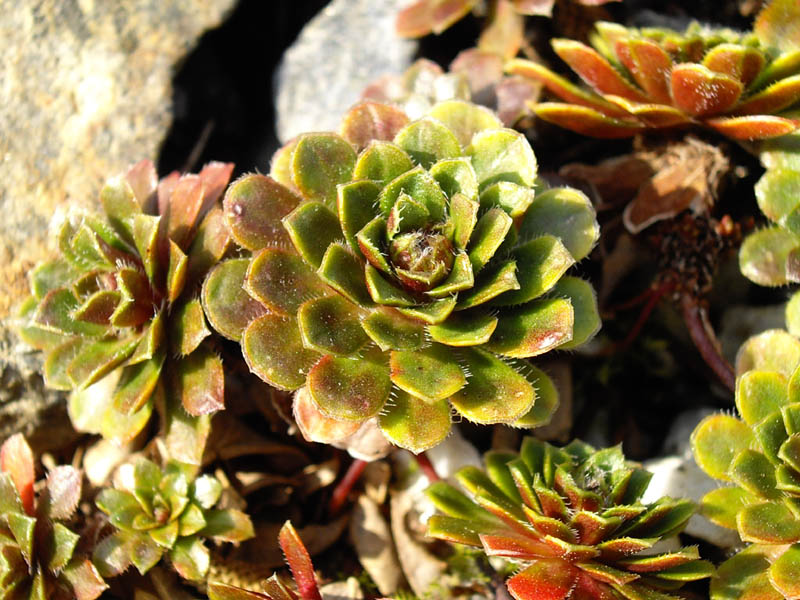
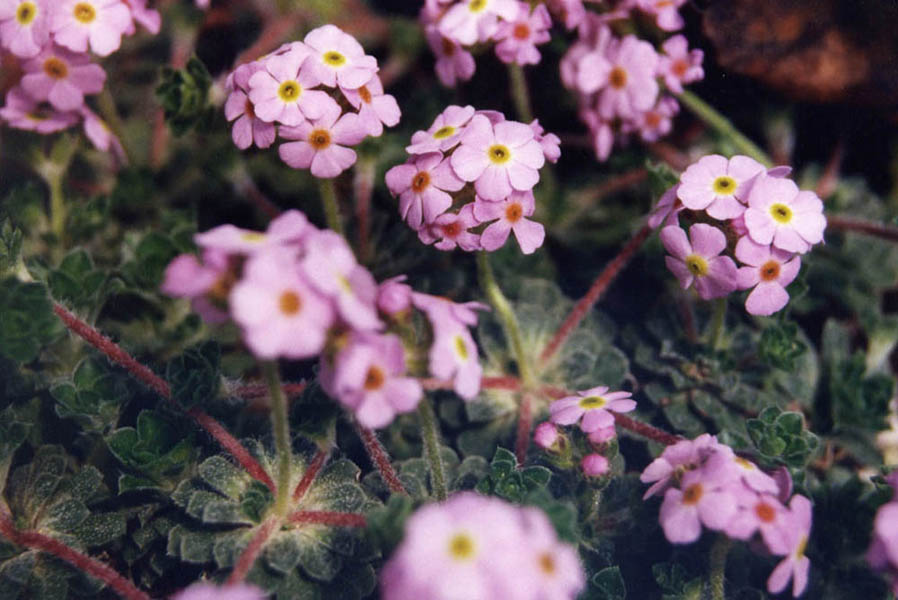
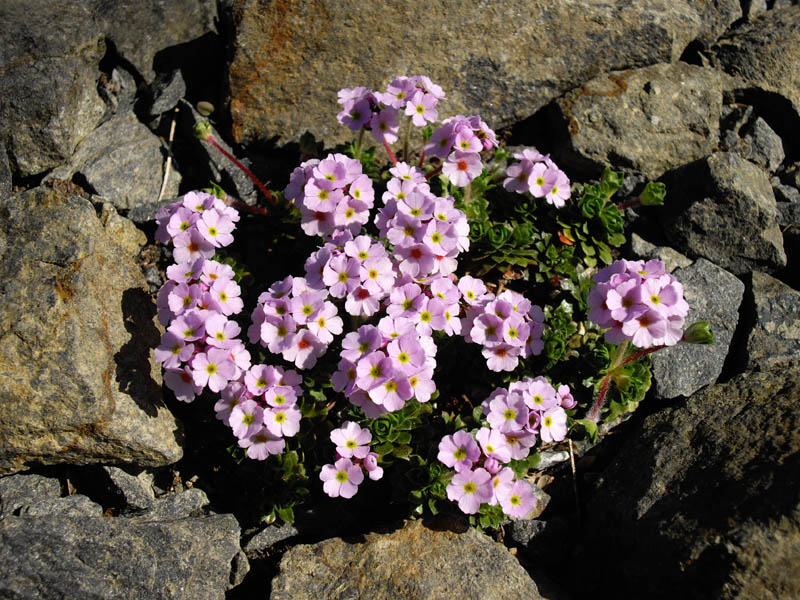